# Indicatif régional 608

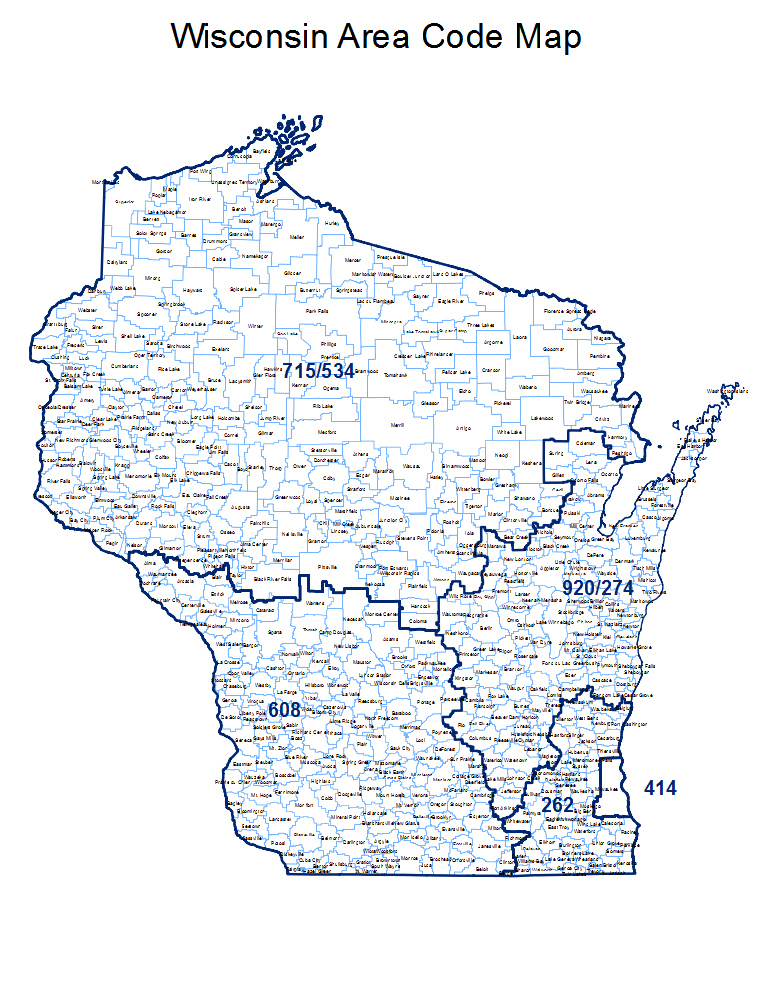
Carte de l'état du Wisconsin avec les territoires de ses indicatifs régionaux. L'indicatif régional 608 est au sud-ouest de l'état.

L'indicatif régional 608 est un indicatif téléphonique régional qui dessert une partie du sud-ouest de l'état du Wisconsin aux États-Unis.
La carte ci-contre indique le territoire couvert par l'indicatif 608 au sud-ouest de l'état.
L'indicatif régional 608 fait partie du plan de numérotation nord-américain.

## Comtés desservis par l'indicatif
- Adams
- Buffalo
- Columbia
- Crawford
- Dane
- Grant
- Green
- Iowa
- Jackson
- Juneau
- La Crosse
- Lafayette
- Marquette
- Monroe
- Richland
- Rock
- Sauk
- Trempealeau
- Vernon

## Villes desservies par l'indicatif
- La capitale de l'état, Madison
- Waunakee
- Mount Horeb
- Verona
- Sun Prairie
- Monroe
- Platteville
- Lancaster
- Portage
- Baraboo
- Wisconsin Dells
- Beloit
- Janesville
- La Crosse
- Prairie du Chien
- Prairie du Sac
- Sauk City
- Viroqua et Sparta

## Source
- (en) Cet article est partiellement ou en totalité issu de l’article de Wikipédia en anglais intitulé « Area code 608 » (voir la liste des auteurs).